# Târsa (Hunyad megye)
Târsa (románul: Târsa) falu Romániában, Erdélyben, Hunyad megyében.

## Fekvése
Lunkány mellett, a Kudzsiri-havasokban fekvő település.

## Története
Târsa korábban Lunkány része volt.
1966-ban 427, 1977-ben 402, 1992-ben 282, a 2002-es népszámláláskor 255 román lakosa volt.